# Hyracotherium
 Hyracotherium ist eine ausgestorbene Gattung der Unpaarhufer aus dem Paläogen (etwa 55,8 bis etwa 48,6 mya) von Eurasien und Nordamerika. Die Gattung gehört zur Stammgruppe der Pferde und gilt als einer der frühesten bekannten Vertreter der Pferdeverwandten (Hippomorpha oder Equoidea).

## Merkmale

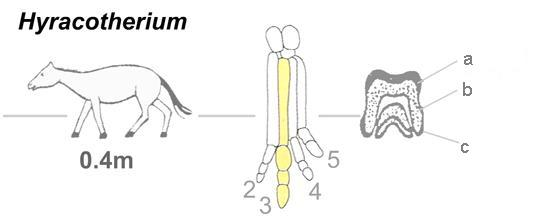
(v. l. n. r.): Ganzkörperansicht, Vorderbein, Backenzahn (Molar) (grau: Schmelz, punktiert: Dentin (Zahnbein), weiß: Zahnzement)

Das Tier hatte eine Schulterhöhe von etwa 20 Zentimetern. Damit war es etwa so groß wie ein Fuchs. Der Rücken war gewölbt, der Hals relativ kurz. Es hatte im Unterschied zu heutigen Pferden vier Zehen an den Vorderbeinen und drei Zehen an den Hinterbeinen. Die Backenzähne waren niederkronig und somit an weiche Pflanzennahrung wie etwa Blätter angepasst. Vermutlich war Hyracotherium ein Bewohner sumpfiger Wälder und lebte in Gruppen. Fossilfunde aus dem frühen Eozän (Ypresium) sind aus Europa, Nordamerika und Asien bekannt.

## Benennung
Der britische Anatom und Paläontologe Richard Owen veröffentlichte 1841 die Erstbeschreibung von Hyracotherium („Hyrax-(=Schliefer)-ähnliches Tier“) auf der Grundlage eines unvollständigen Fundes aus England. Der amerikanische Paläontologe Othniel Charles Marsh veröffentlichte 1876 die Beschreibung eines vollständigen Fossils aus Nordamerika, das er Eohippus (griech. „Pferd der Morgenröte“) nannte, nach Eos, der Göttin der Morgenröte aus der griechischen Mythologie. Im Jahr 1932 merkte Clive Forster Cooper an, dass es sich bei beiden Gattungen, dem europäischen Hyracotherium und dem nordamerikanischen Eohippus, um dasselbe Taxon handelte, woraufhin in der Folgezeit letzteres gemäß der Prioritätsregel den Namen des älteren Synonyms erhielt. Allerdings wurde Eohippus im Jahr 2002 von David J. Froehlich im Zuge der Auflösung des nordamerikanischen Stranges von Hyracotherium in verschiedene Gattungen wie Sifrhippus, Minihippus oder Xenicohippus, die alle in die Evolutionslinie der Equidae gehören, wieder für gültig erklärt.

## Systematik

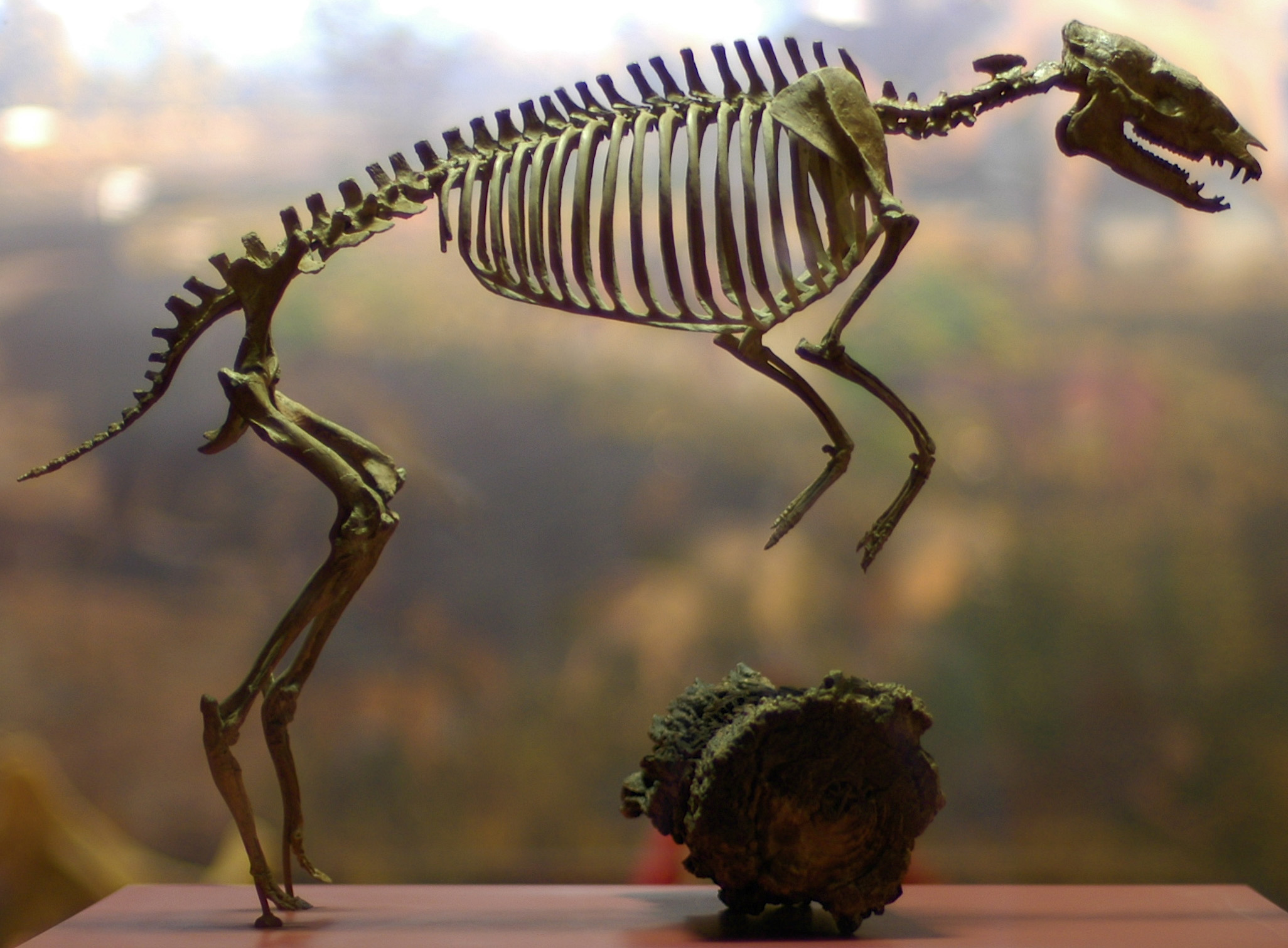
Rekonstruiertes Skelett von Hyracotherium vasacciensis

Lebendrekonstruktion im Natural History Museum, London

Die systematische Stellung von Hyracotherium ist immer noch umstritten. Früher wurde es als ältester Vertreter der Pferde (Equidae) betrachtet, heute neigt man eher dazu, es in die Palaeotheriidae einzuordnen, eine im Oligozän ausgestorbenen Familie, die mit den Pferden die Gruppe der Pferdeverwandten (Hippomorpha oder Equoidea) bilden. Manchmal wird es auch als basaler (ursprünglicher) Vertreter der Pferdeverwandten eingeordnet.